# Movimiento Nacional Ibañista
Movimiento Nacional Ibañista (MNI) fue una organización política chilena conformada por personalidades afines a Carlos Ibáñez del Campo, exmiembros del Partido Agrario Laborista (PAL) y otros amigos personales del general, al momento de apoyarlo para la segunda elección presidencial que enfrentó. Además participaron de las elecciones parlamentarias para darle sustento legislativo al gobierno de Ibáñez. Ocuparon el eslogan Un parlamento para Ibáñez.
Como coalición formó en 1952 la Federación Nacional de Fuerzas Ibañistas, compuestos por la Unión Nacional de Independientes, el Partido Nacional Cristiano, la Acción Renovadora, el Partido Laborista, el Femenino de Chile y el propio Movimiento Nacional Ibañista.
El pacto electoral solo duró hasta 1955, cuando se disuelve y sus miembros ayudan a formar el Bloque de Saneamiento Democrático, para evitar un eventual triunfo del marxismo.

## Resultados electorales

### Elecciones parlamentarias
|  | 3,56 % |

|  | 8,71 % |